# Нораванк
Норава́нк (вірм. Նորավանք, в перекладі з вірменської «новий монастир») — монастирський комплекс, побудований в XIII столітті за 122 км на південний схід від Єревана, на уступі вузької звивистої ущелини річки Арпа поблизу вірменського міста Єхегнадзор. Ущелина славиться стрімкими червоними скелями, що підносяться за монастирем, на території якого розташована двоповерхова церква Сурб Аствацацін з вузькими консольними сходами. Монастир іноді називають Амага Нораванк, щоб відрізнити його від монастиря Бхено Нораванк поблизу міста Горіс. Амага — це назва невеликого селища, що колись що підноситься над ущелиною. У XIII–XIV століттях монастир став резиденцією єпископів Сюніку і, відповідно, великим духовним, а потім і культурним центром Вірменії, тісно пов'язаним з багатьма місцевими навчальними закладами — перш за все, зі знаменитим університетом та бібліотекою Гладзор.

## Історія
Нораванк був заснований в 1205 році єпископом Ованнесом, колишнім настоятелем монастиря в Ваганаванку. Монастирський комплекс включає церкву Сурб Карапет (Святого Івана Хрестителя), каплицю Сурб Григор (Святого Григорія) зі склепінним залом і церкву Сурб Аствацацін (Святої Богоматері). Нораванк був також резиденцією вірменських князів Орбелянів. Наприкінці XIII — початку XIV століть тут працювали архітектор Сіранес і видатний скульптор і мініатюрист Момік. Фортечні монастирські стіни були побудовані в XVII–XVIII століттях.

## Фотогалерея

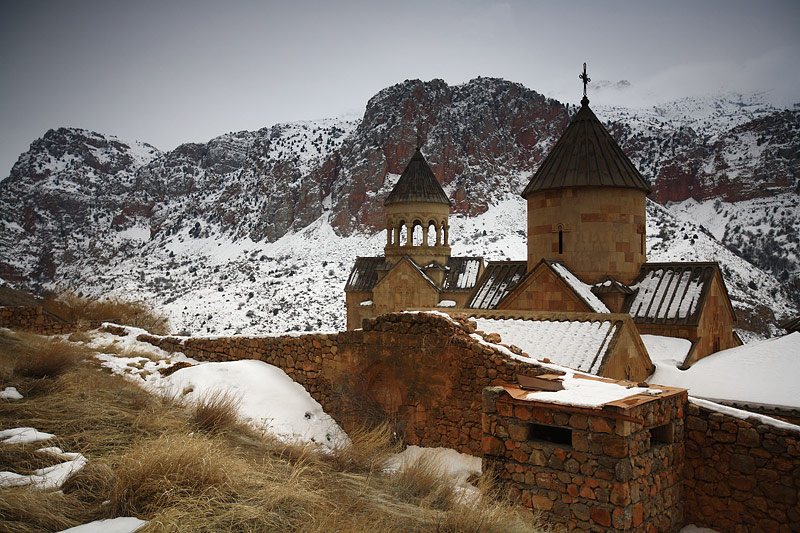
Нораванк взимку
Нораванк
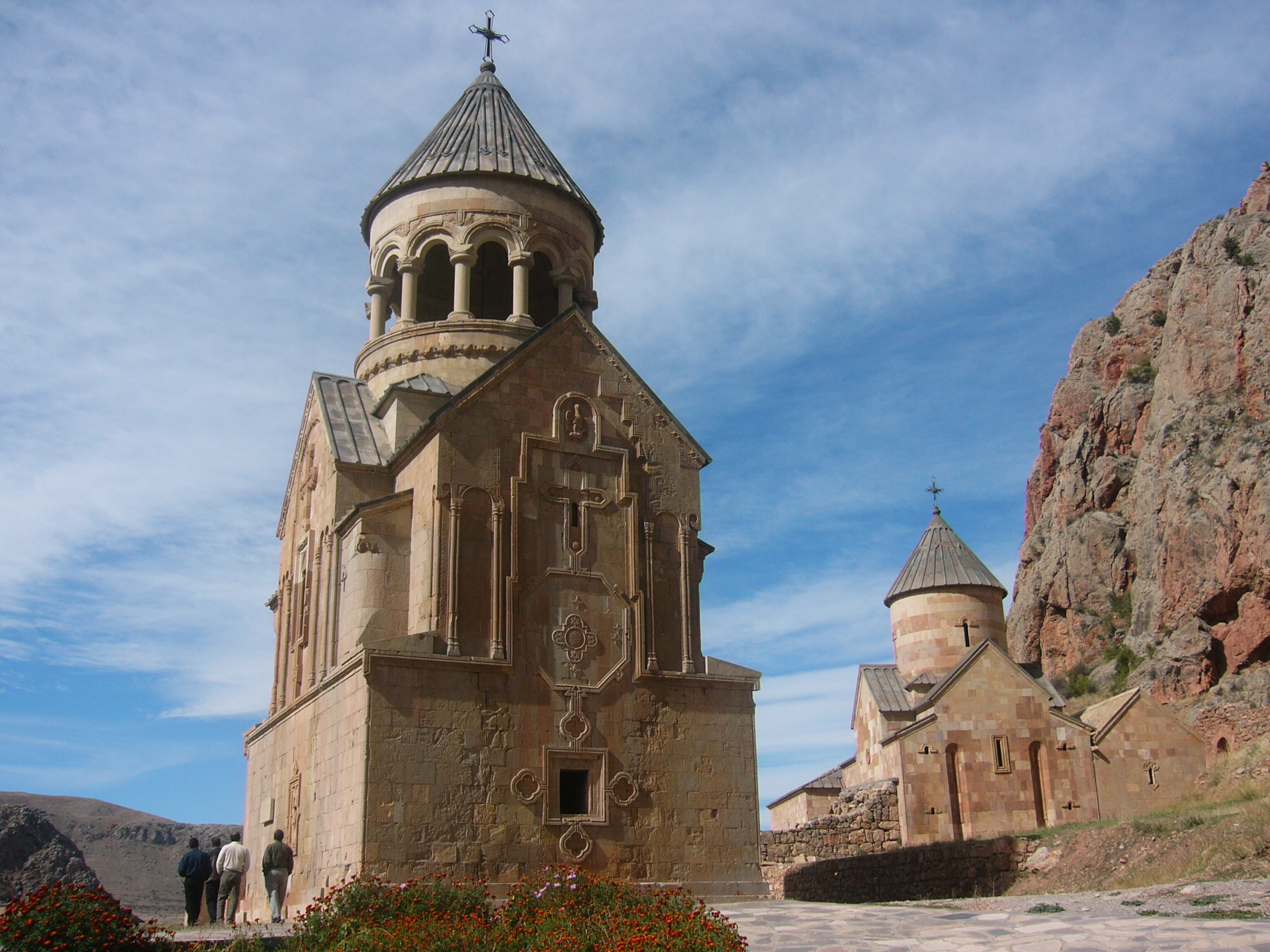
Церква Сурб Аствацацін
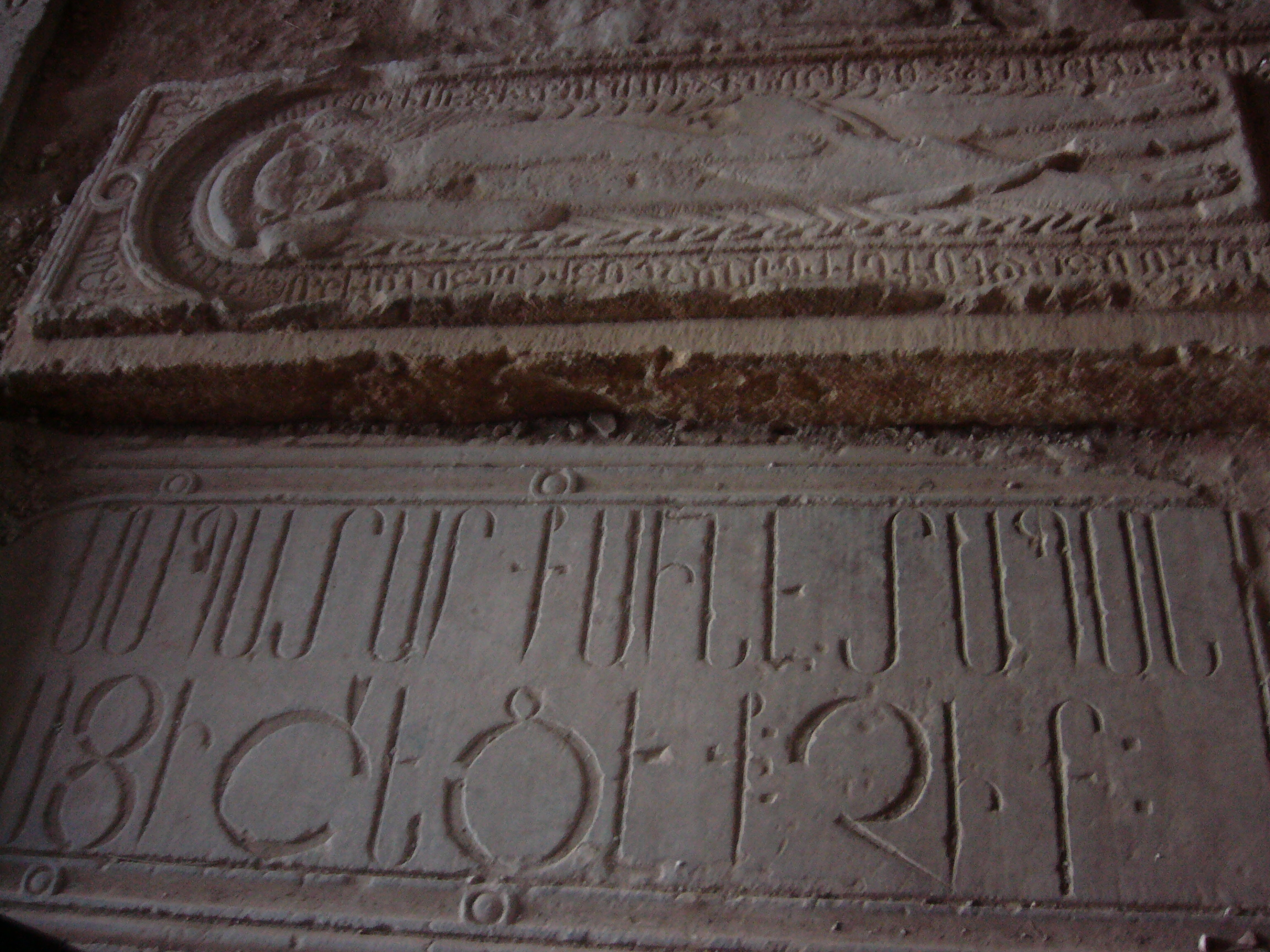
Могильні камні Смбата та Еликима III Орбелянів, в каплиці Сурб Грігор
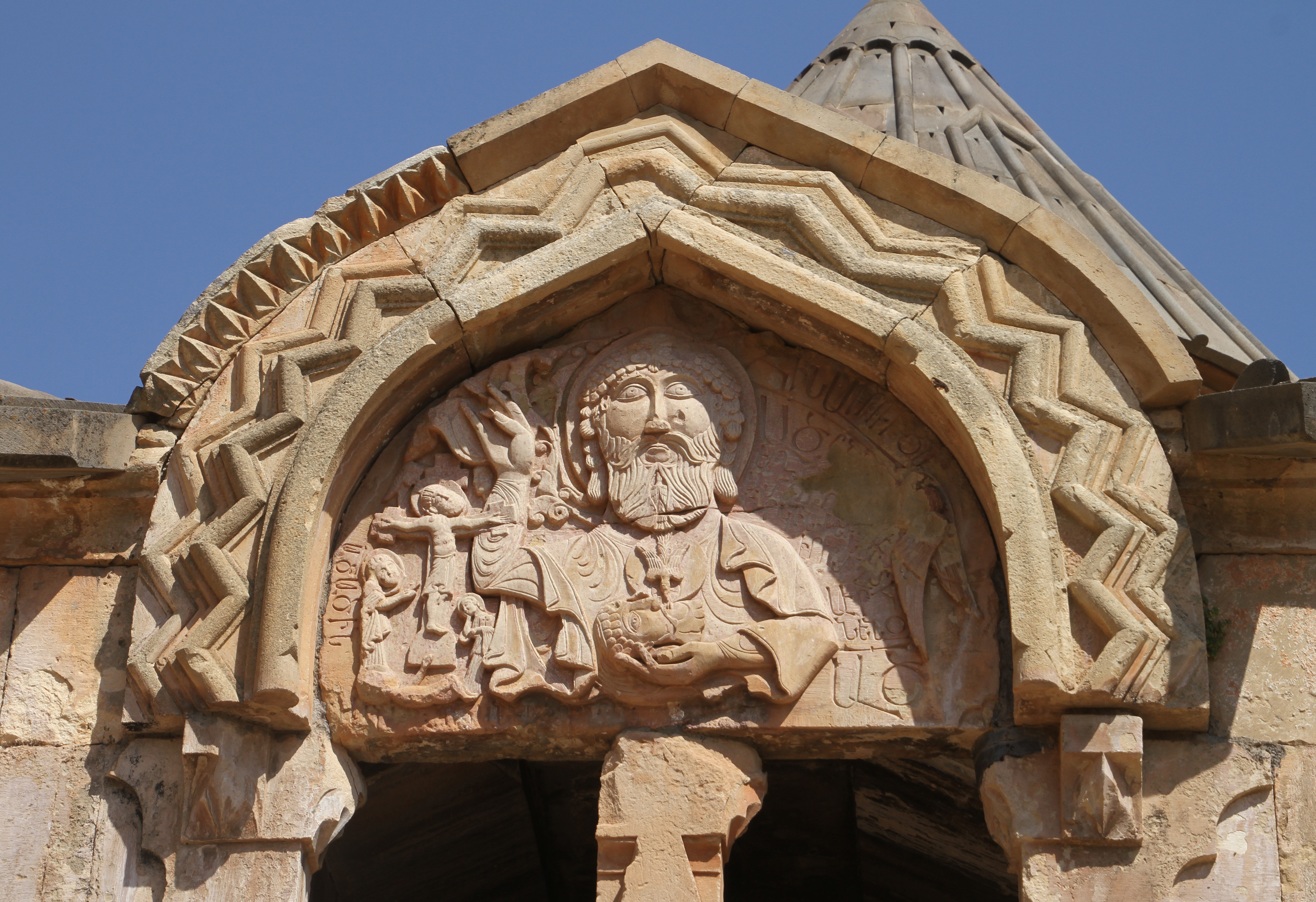
Унікальне зображення Господа
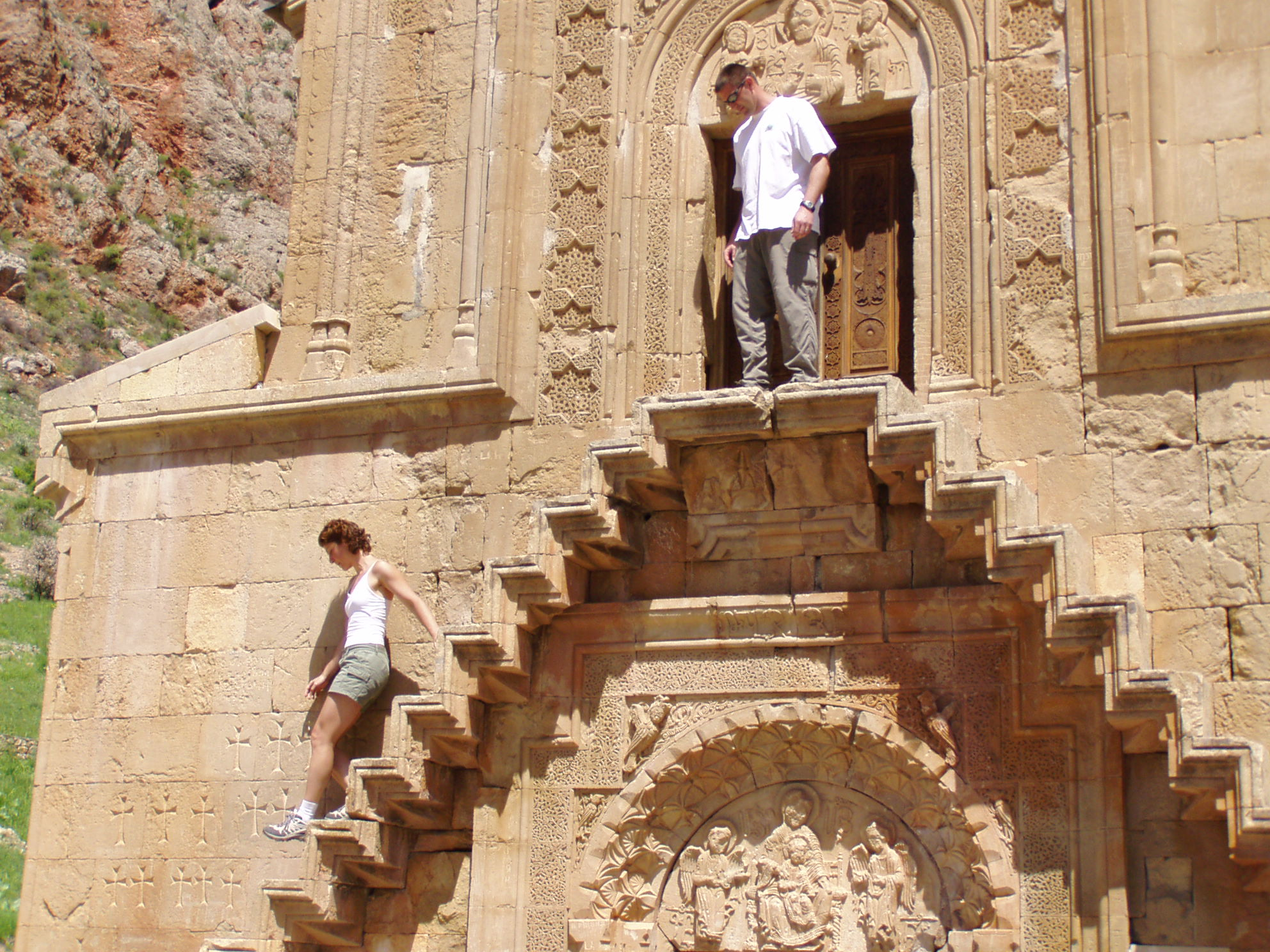
Східці на фасаді церкви Сурб Аствацацін
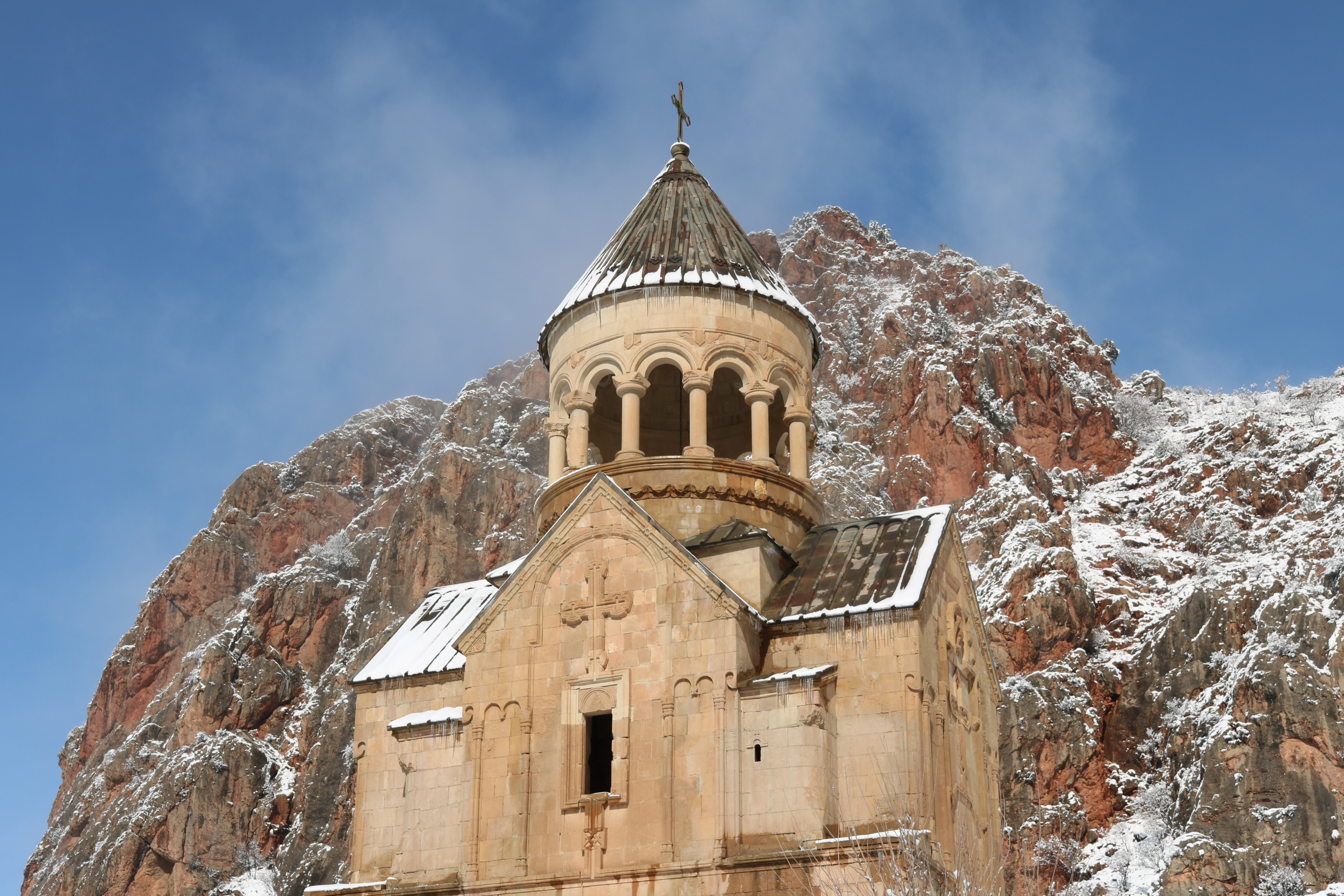
Нораванк взимку